# Tummil (rivière)
La rivière Tummil  (en anglais : Tummil River) est un cours d’eau de la région de  Marlborough dans l’Île du Sud de la  Nouvelle-Zélande.

## Géographie
Elle s’écoule vers le nord-ouest à partir d’une zone de collines rugueuses situées au nord du ‘Mont Horrible’ pour atteindre la rivière Avon au sud-ouest de la ville de Blenheim.